# Endstation Parkett
Endstation Parkett (engl. Floored) ist ein von der US-Presse (u. a. The New York Times, Forbes und The Wall Street Journal) gefeierter Dokumentarfilm von James Allen Smith über die Menschen und das Gewerbe der Terminbörse in Chicago. Der Film befasst sich speziell mit Börsenmaklern, die durch die elektronische Revolution von Computern beeinflusst wurden und mit diesen, die ihren Beruf dadurch verloren.
Der Wall Street-Experte Markus Koch wurde durch Händler an der New Yorker Aktienbörse auf den Film aufmerksam, der im Herbst 2010 in ausgewählten Kinos zu sehen war und mittlerweile auf DVD erhältlich ist.